# تیکوندیروگا (حوزه سرشماری)، نیویورک
تیکوندیروگا (به انگلیسی: Ticonderoga) یک منطقهٔ مسکونی در ایالات متحده آمریکا است که در شهرستان اسکس، نیویورک واقع شده‌است. تیکوندیروگا ۱۱٫۲۷ کیلومتر مربع مساحت و ۳٬۳۸۲ نفر جمعیت دارد و ۴۶٫۹۴ متر بالاتر از سطح دریا واقع شده‌است.